# Norwegische Badmintonmeisterschaft 2013
Die Norwegische Badmintonmeisterschaft 2013 fand vom 1. bis zum 3. Februar 2013 in der Ranahallen in Mo i Rana statt. Ausrichter war der Rana Badmintonklubb.

## Sieger und Platzierte
| Disziplin    | Gold                         | Silber                           | Bronze                                     |
| ------------ | ---------------------------- | -------------------------------- | ------------------------------------------ |
| Herreneinzel | Marius Myhre                 | Jim Ronny Andersen               | Johannes Arnhoff Hagen                     |
| Herreneinzel | Marius Myhre                 | Jim Ronny Andersen               | Steinar Klausen                            |
| Dameneinzel  | Cathrine Fossmo              | Helene Abusdal                   | Marie Wåland                               |
| Dameneinzel  | Cathrine Fossmo              | Helene Abusdal                   | Thea Kristina Johansen                     |
| Herrendoppel | Marius Myhre André Andersen  | Steinar Klausen Erik Rundle      | Bent Mørken Truls Barth Nilsen             |
| Herrendoppel | Marius Myhre André Andersen  | Steinar Klausen Erik Rundle      | Magnus Christensen Johannes Arnhoff Hagen  |
| Damendoppel  | Cathrine Fossmo Marie Wåland | Marit Ulmo Helene Trommestad     | Thea Kristina Johansen Randi Selle         |
| Damendoppel  | Cathrine Fossmo Marie Wåland | Marit Ulmo Helene Trommestad     | Hanna Blengsli Kværnø Sara Blengsli Kværnø |
| Mixed        | Erik Rundle Helene Abusdal   | André Andersen Helene Trommestad | Carl Christian Hem Marie Wåland            |
| Mixed        | Erik Rundle Helene Abusdal   | André Andersen Helene Trommestad | Bent Mørken Randi Selle                    |